# Celia Adler
Celia Feinman Adler (jid. צילי אדלער; ur. 6 grudnia 1889 w Nowym Jorku, zm. 31 stycznia 1979 w Bronxie) – amerykańska aktorka teatralna narodowości żydowskiej, zwana Pierwszą damą teatru jidysz.

## Życiorys
Była córką aktorów teatru jidysz: Jacoba Adlera, rosyjskiego Żyda, który w 1889 roku przybył do USA oraz Diny Shtettin, angielskiej Żydówki o polskich korzeniach. W latach 20. i latach 30. XX wieku związana była z Yiddish Art Theater. Grała także w innych teatrach. Okazjonalnie pojawiała się w filmach.
Miała trzech mężów: aktora Lazara Freeda, kierownika teatralnego Jacka Conego i biznesmena Nathana Formana. Każde z tych małżeństw zakończyło się rozwodem. Jej syn Selwyn Freed jest znanym amerykańskim urologiem. Pochowana jest w kwaterze aktorów Yiddish Theatre na Mount Hebron Cemetery w Nowym Jorku.